# Космос-1980
Космос-1980 је један од преко 2400 совјетских вјештачких сателита лансираних у оквиру програма Космос.
Космос-1980 је лансиран са космодрома Тјуратам, Бајконур, СССР, 23. новембра 1988. Ракета-носач је поставила сателит у орбиту око планете Земље. Маса сателита при лансирању је износила 6000 килограма. Космос-1980 је био сателит намијењен за електронско извиђање, јављање и навођење.